# Allophylus chrysothrix
Allophylus chrysothrix là một loài thực vật có hoa trong họ Bồ hòn. Loài này được (Radlk.) Lisowski mô tả khoa học đầu tiên năm 2008.